# Технофобия
Технофобия (от древногръцки τέχνη — изкуство и φόβος — страх) — представлява понятие, означаващо страх от модерните технологии или сложните електронни устройства, както и въобще страх от техническия прогрес. Не се счита за фобия в медицински смисъл на думата. За първи път се проявява масово по време на индустриалната революция и се наблюдава през различни периоди от време сред различни обществени групи по целия свят. Тъй като някои нови технологии започват да противоречат на вярвания и лични ценности на определени обществени групи, те започват да ги отричат и избягват използването им.

## История
Един от най-известните примери за технофобия е движението на лудитите. С разработката и внедряването на нови машини за производство, като например използващите перфокарти жакардови тъкачни станове, на които могат да работят и неквалифицирани работници, жени и деца, квалифицираните работници започват да се страхуват за работните си места. При това започват да разрушават новите машини.
Една обществена група, живееща основно в САЩ, за която се счита, че е настроена технофобски са амишите. През годините с появата на новите технологии, амишите отхвърлят използването на телефоните, автомобилите, електричеството, тракторите, радиото и много други изобретения от 19-ти и 20 век.
Преди всичко при тях се възприема като основна опасност телевизията, както и радиото, телефона и интернет. Тъй като машините и съоръженията, необходими за работата във фермата или работилниците се задвижват най-често с електрически ток, за да не се избегне неговото използване, често от някои амиши се прилага артернативна енергия като например сгъстен въздух. С пневматика се задвижват домашни уреди като перални или дървообработващи машини.

## Състояние в съвременността
Доклад от 2000 г. показва, че 85 до 90 % от новите служители в една организация не се чувстват достатъчно подготвени за работа с новата техника и са до определена степен технофоби. .

## Технофобията в изкуството
Едни от най-ранните примери за технофобия в изкуството са романът на Мери Шели, Франкенщайн, както и филмът на Чарли Чаплин Модерни времена.